# Chant funèbre (Magnard)

Le Chant funèbre, opus 9, est une œuvre pour orchestre d'Albéric Magnard composée en 1895.

## Contexte de l'écriture
C'est à l'automne 1894 que meurt Francis Magnard, père du compositeur. Albéric est alors âgé de vingt-neuf ans. Quelques mois plus tard, il écrit cette œuvre émouvante en hommage à son père.

## Structure de l'œuvre
L'œuvre a une durée d'exécution d'environ 15 minutes.

### Instrumentation
- 2 flûtes, 2 hautbois, 2 clarinettes en si b, 2 bassons, 4 cors en fa, trompette, 3 trombones, timbales, harpe, cordes.

## Discographie
- Chant funèbre, op. 9, Ouverture, op. 10, Hymne à Vénus, op. 17, Hymne à la Justice, op. 14, Suite dans le style ancien, op. 2, Orchestre philharmonique du Luxembourg, dir. Marc Stringer, éditions Timpani.
- Chant funèbre, op. 9 et Symphonie no 4, Orchestre du Capitole de Toulouse, dir. Michel Plasson, éditions EMI, 1983.

## Sources
- Livret de présentation du CD Plasson ci-dessus référencé, texte de Jean Gallois.